# Panas Myrny
Panas Myrny, właśc. Panas Rudczenko (ukr. Панас Мирний (Ру́дченко), ur. 13 maja 1849 w Myrhorodzie, zm. 28 stycznia 1920 w Połtawie) – ukraiński pisarz.

## Życiorys
Urodził się w rodzinie buchaltera. Uczył się w Myrhorodzie i Hadziaczu, od 1863 pracował w sądzie w Hadziaczu, od 1871 pracował jako urzędnik w Połtawie. Od 1872 zamieszczał swoje wiersze i opowiadania w lwowskim piśmie "Prawda" pod przybranym nazwiskiem Panas Myrny. W latach 70. i 80. dużo pisał i publikował, choć głównie za granicą, z powodu surowej cenzury w Imperium Rosyjskim. Był związany z ruchem narodowowyzwoleńczym, od 1875 brał udział w nielegalnej działalności rewolucyjnego koła "Unia", które powstało w Połtawie. W 1877 w Genewie ukazała się jego realistyczna powieść Lichy liudi, a w 1880 napisana wraz z bratem Iwanem powieść Chiba rewut' woły, jak jasła powni?. Pisał też powieści z życia ukraińskiej wsi po reformie z 1861 oraz obyczajowo-psychologiczne (Powija wydana w dwóch tomach 1883-1884, a w całości w 1928) i dramaty społeczne, m.in. Łymeriwna (1892), który osnuł na wątku ballady ludowej, a także komedie. Tłumaczył poezję rosyjską i utwory Szekspira. Panas Myrnyi założył w Połtawie wydawnictwo dla dzieci „Zirka”.